# Schlacht bei Épehy
Die Schlacht bei Épehy war Teil des Ersten Weltkriegs und fand am 18. September 1918 statt, unter Beteiligung der britischen 4. Armee gegen die deutschen Vorpostenstellungen der Siegfriedstellung.

## Die Schlacht
Feldmarschall Douglas Haig wollte ursprünglich keine weiteren Offensiven bis zum direkten Angriff auf die Siegfriedstellung durchführen lassen; die Verluste aus den vorangegangenen Kämpfen waren ihm zu hoch: 600.000 Tote seit März, davon 180.000 in den letzten sechs Wochen. Erst nach der Siegesmitteilung der britischen Truppen in der Schlacht von Havrincourt änderte er seine Meinung und genehmigte am 13. September 1918 den Angriff auf die deutschen Vorpostenstellungen.
Es standen nur wenige Panzer zur Verfügung, sodass die Artillerie mit 1488 Geschützen sowie außerdem 300 Maschinengewehre herangezogen werden mussten. Diese sollte der Infanterie durch gezielte Sperrfeuer Deckung geben. 
Die drei Korps der 4. Armee wurden nach links durch das britische V. Korps flankiert, während der rechte Flügel von der 1. Französischen Armee übernommen werden sollte. Man wollte die deutsche Front in einer Länge von etwa 30 km um 5 km eindrücken. Die deutsche 2. Armee und die deutsche 18. Armee verteidigten diese Stellung.
Der Angriff begann am 18. September um 5:20 Uhr im Schutz des Nebels. Allerdings blieb die französische Unterstützung auf dem rechten Flügel aus: Der linke Flügel hatte ebenfalls erhebliche Schwierigkeiten, weil dort mehrere Befestigungen von den deutschen Truppen entschlossen verteidigt wurden. In der Mitte konnten zwei australische Divisionen (ca. 6800 Soldaten) im Laufe des Tages 4243 Gefangene, 76 Geschütze, 300 Maschinengewehre und 30 Minenwerfer als Beute einbringen. Auf australischer Seite wurden 265 Soldaten getötet, 1057 verwundet und 2 gefangen genommen.
Bei diesem Angriff kam es zu einer Meuterei unter den australischen Truppen. 119 Soldaten weigerten sich, den Angriff durchzuführen.
Obwohl der Erfolg sich in Grenzen hielt, war deutlich zu erkennen, dass die deutschen Streitkräfte ihren Widerstandswillen verloren hatten. 
Henry Rawlinson berichtete Haig, dass viele gefangene Offiziere offen zugaben, dass viele ihrer Männer demoralisiert seien und „nicht länger australischen Soldaten gegenüberstehen wollten.“
Dies verleitete die Alliierten zur übereilten Schlacht am Saint-Quentin-Kanal.

## Trivia
Der britische Komponist Ernest Farrar fiel in der Schlacht.